# Il cavaliere dai cento volti
Il cavaliere dai cento volti è un film del 1960 diretto da Pino Mercanti.

## Trama
I cavalieri Fosco Di Vallebruna e Riccardo d'Arce si fronteggiano per l'amore della bella Zuela.